# Halticoptera letitiae
Halticoptera letitiae är en stekelart som beskrevs av Askew 1972. Halticoptera letitiae ingår i släktet Halticoptera och familjen puppglanssteklar.
Artens utbredningsområde är Sverige. Arten är reproducerande i Sverige. Inga underarter finns listade i Catalogue of Life.